# Doris Leuthard
Doris Leuthard Hausin, née le 10 avril 1963 à Merenschwand, en Argovie, est une avocate et une personnalité politique suisse, membre du Parti démocrate-chrétien (PDC). 
Elle est conseillère fédérale du 1er août 2006 au 31 décembre 2018 et dirige le Département fédéral de l'économie du 1er août 2006 au 31 octobre 2010. À partir du 1er novembre 2010, elle est à la tête du Département fédéral de l'environnement, des transports, de l'énergie et de la communication. Elle est présidente de la Confédération en 2010 et en 2017.

## Biographie
Fille de l'homme politique Leonz Leuthard (de) et de Ruth Köchli, elle est originaire de Merenschwand et de Sarnen. 
Après avoir suivi l'école primaire à Merenschwand et Muri et le gymnase à Wohlen, elle effectue des études de droit à l'Université de Zurich. Elle complète son cursus par des séjours linguistiques à Paris et à Calgary. Détentrice d'une licence de droit depuis 1989, elle obtient le brevet d'avocate dans le canton d'Argovie en 1991.
À partir de 1989, elle travaille dans une étude d'avocats, puis, après l'obtention de son brevet, exerce tout d'abord à l'étude Wohlen et Muri, puis devient en 1991 avocate associée à l'étude Fricker-Leuthard. 
Elle est membre de plusieurs conseils de fondation et d'administration, dont ceux de la Compagnie d'électricité de Laufenbourg et de la Neue Aargauer Bank de 2002 à 2006. Elle est également à la tête des Universités populaires argoviennes.
Elle est mariée à Roland Hausin, un chimiste, depuis 1999. Celui-ci est brièvement placé en hôpital psychiatrique puis mis en détention en juillet 2022 pour violences conjugales après qu'il a tenté de l'agresser avec un couteau. Le couple n'a pas d'enfants.

## Parcours politique
Entre 1993 et 2000, elle est membre du conseil scolaire de Muri. En parallèle, de 1996 à 1997, elle est membre des autorités de conciliation en matière de droit de bail[réf. nécessaire].
Elle est députée au Grand Conseil d'Argovie de 1997 à 2000. Elle y siège aux commissions de l'égalité entre hommes et femmes et des affaires juridiques. 

### Conseillère nationale
En 1999, elle est élue au Conseil national, au sein duquel elle est membre des commissions de l'économie et des redevances et des affaires juridiques. Elle est réélue en 2003.
Le 18 juin 2004, elle dépose un postulat au sujet de l'introduction en Suisse du principe dit du « cassis de Dijon ». Elle suit dès lors énergiquement ce dossier, ce qui lui vaudra le surnom de « Madame Cassis de Dijon »[pertinence contestée],[source insuffisante].
Favorable aux révisions de la loi sur l'asile et réputée proche des milieux pro-nucléaires, elle s'oppose à la privatisation de Swisscom. Elle s'engage pour une politique familiale plus active. Dans le domaine de la politique étrangère, elle privilégie l'approche bilatérale dans les relations avec l'Union européenne et écarte ainsi l'idée d'une adhésion.

### Fonctions au sein du PDC
En 2001, elle devient vice-présidente du PDC. En 2004, elle accède à la présidence du PDC, qu'elle parvient à renforcer[réf. nécessaire] après des déboires électoraux, notamment la perte du second siège au Conseil fédéral et le recul électoral en 2003. Elle se situe au centre-droite du parti[réf. nécessaire].

### Conseillère fédérale
Après la démission surprise de Joseph Deiss, elle est soutenue par tous les partis à l'exception des Verts dans la course à l'élection de son successeur. Le 14 juin 2006, elle est élue sans surprise au Conseil fédéral par l'Assemblée fédérale, au premier tour de scrutin par 133 voix sur un total de 234 suffrages valables, devenant le 109e membre du Conseil fédéral de l'histoire. Deux conseillères nationales de l'aile gauche du parti, Lucrezia Meier-Schatz et Chiara Simoneschi-Cortesi, recueillent ensemble 57 voix, le conseiller aux États Carlo Schmid (aile droite) 11 et diverses personnes un total de 33. 
Le 1er août 2006, elle prend la tête du Département fédéral de l'économie (DFE), où elle succède à Joseph Deiss. Le 27 septembre 2010, à la suite de l'élection de Simonetta Sommaruga et de Johann Schneider-Ammann, elle reprend le Département fédéral de l'environnement, des transports, de l'énergie et de la communication.
Le 2 décembre 2009, elle est élue présidente de la Confédération pour l'année 2010. Elle est la troisième femme et la première femme alémanique à accéder à cette fonction[réf. nécessaire]. 
Le 14 décembre 2011, elle est réélue conseillère fédérale par 216 voix dès le premier tour. Quatre ans plus tard, lors de l'élection au Conseil fédéral du 9 décembre 2015, elle est de nouveau réélue au premier tour avec 215 voix sur 234 bulletins valables. 
Le 7 décembre 2016, elle est de nouveau choisie par 188 voix sur 207 bulletins valables par l'Assemblée fédérale pour être la présidente de la Confédération en 2017. 
En mai 2017, elle remporte la votation sur la Stratégie énergétique 2050, qui inclut la décision de sortir progressivement du nucléaire, la promotion des économies d'énergie (sobriété énergétique), de l'efficacité énergétique et des énergies renouvelables.
Le 27 septembre 2018, elle annonce sa démission pour la fin de l'année en cours.

### Mandats après le Conseil fédéral
Depuis son départ du Conseil fédéral, elle siège aux conseils d'administration de Coop, du traiteur industriel Bell et de Stadler Rail. Elle préside la fondation Swiss Digital Initiative. Elle est également membre du comité de la Fondation Kofi Annan.

## Distinctions
Elle est citoyenne d'honneur de la commune de Sarnen depuis le 7 mai 2019.